# 野沢真由
野沢 真由（のざわ まゆ、2000年12月17日 - ）は、茨城県出身の女子サッカー選手。岡山湯郷Belle所属。ポジションはMF。

## 来歴
2023年2月7日、つくばFCレディースへの加入が発表された。
2025年1月4日、岡山湯郷Belleへの移籍が発表された。

## 所属クラブ
- 2023年 - 2024年 つくばFCレディース
- 2025年 - 岡山湯郷Belle